# 蘭貝特一世 (魯汶)
蘭貝特一世（法語：Lambert I van Leuven，約950年—1015年9月12日），第一任魯汶伯爵，埃諾伯爵雷尼耶三世之子。

## 家庭
蘭貝特一世的妻子是下洛林公爵查理的女兒格貝爾加，兩人共有2子1女：
1. 亨利一世（—1038年）
2. 蘭貝特二世（—1054年）
3. 瑪蒂爾達，與布洛涅的尤斯塔斯一世結婚